# Bande K (micro-ondes)
 (novembre 2015).
Si vous disposez d'ouvrages ou d'articles de référence ou si vous connaissez des sites web de qualité traitant du thème abordé ici, merci de compléter l'article en donnant les références utiles à sa vérifiabilité et en les liant à la section « Notes et références ».
Pour les articles homonymes, voir Bande K.
La bande K est une bande de fréquences du spectre électromagnétique allant de 18 à 27 GHz selon la norme IEEE 521-1984. La longueur d'onde dans le vide est alors centimétrique. Le K vient de l'allemand Kurz, qui signifie "court".
La bande de fréquences au centre de la bande K est absorbée la vapeur d'eau dans l'atmosphère à cause d'un pic de résoncance de la molécule d'eau à 22.24 GHz (1.35 cm de longeur d'onde). C'est pourquoi ces fréquences recontrent une forte atténuation atmosphérique et ne peuvent pas être utilisées pour des applications longue distance.
Pour cette raison, la bande K originale a été découpée en trois bandes : 
- la bande Ku (pour Kurz-unten ou Kurz-under) de 12 à 18 GHz;
- la bande K de 18 à 27 GHz;
- la bande Ka (pour Kurz-above) de 27 à 40 GHz;